# Trachyrhizum
Trachyrhizum es un género con 10 especies de orquídeas. Ha sido separado del género Dendrobium. 

## Descripción
Son orquídeas epífitas que se encuentran desde el frío de la montaña a las cálidas y húmedas selvas tropicales de Nueva Guinea, Molucas y el norte de Australia. Tiene unos tallos delgados, la parte inferior segmentada e hinchada, con numerosas hojas pequeñas lanceoladas y una inflorescencia que proviene de los nudos con una docena de pequeñas flores, de vida larga, con un débil olor floral.

## Sinonimia
Han sido segregadas del género Dendrobium Sw. secc. Trachyrhizum , y secc. Brevisaccata.

## Etimología
El nombre de Trachyrhizum proviene del griego trachy (pobres) y rhiza (raíz).

## Taxonomía
El género Trachyrhizum incluye las plantas de la antigua sección Trachyrhizum y Brevisaccata del género Dendrobium, fue promocionado a género por Brieger en el año 1981.
Su especie tipo es Trachyrhizum chalmersii. El género cuenta actualmente con 10 especies.

## Especies
- Trachyrhizum agrostophyllum (F.Muell.) Rauschert (1983)
- Trachyrhizum angustipetalum (J.J.Sm.) Rauschert (1983)
- Trachyrhizum ansusanum (Schltr.) Rauschert (1983)
- Trachyrhizum appendiculoides (J.J.Sm.) Rauschert (1983)
- Trachyrhizum chalmersii (F.Muell.) Brieger (1981)
- Trachyrhizum cyrtolobum (Schltr.) Rauschert (1983)
- Trachyrhizum prostheciglossum (Schltr.) Brieger (1981)
- Trachyrhizum schlechteri Rauschert (1983)
- Trachyrhizum villosipes (J.J.Sm.) Rauschert (1983)
- Trachyrhizum zippelii (J.J.Sm.) Rauschert (1983)